# Parc Tour et Taxis
Le parc Tour et Taxis (en néerlandais : Thurn en Taxispark) est un parc bruxellois situé sur le site de Tour et Taxis inauguré le 8 mai 2014, jour de la fête de l'iris,. 

## Galerie de photos

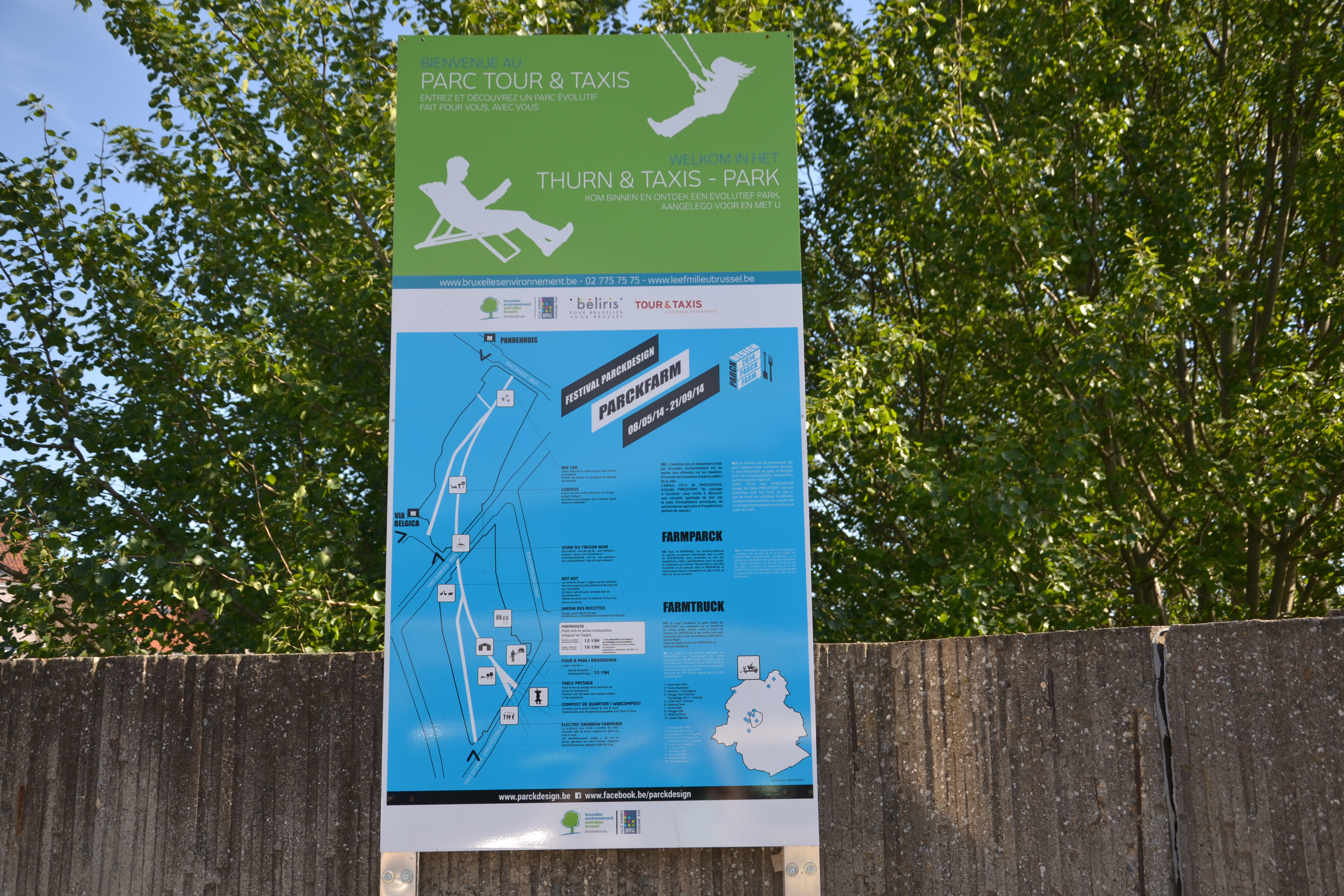
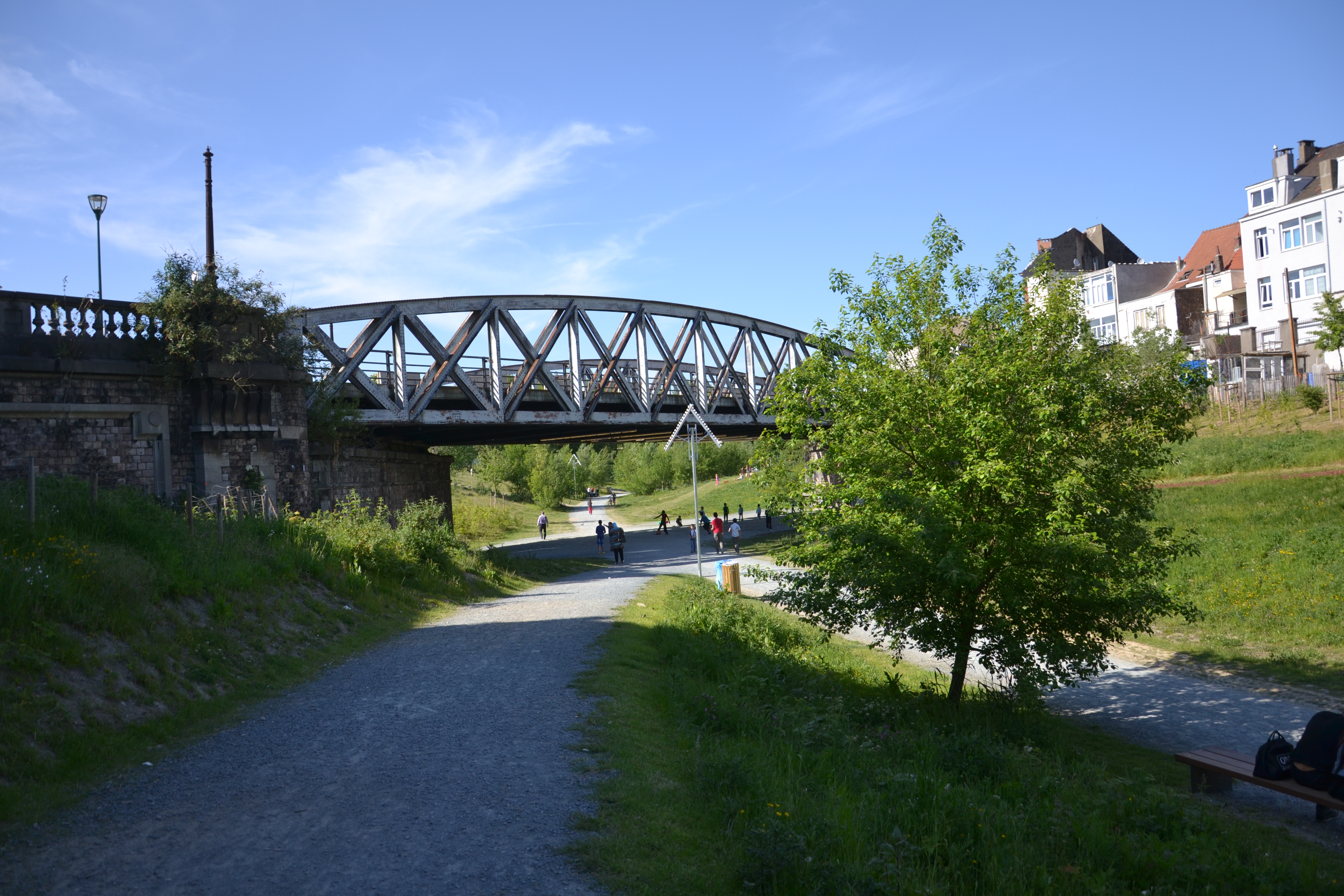
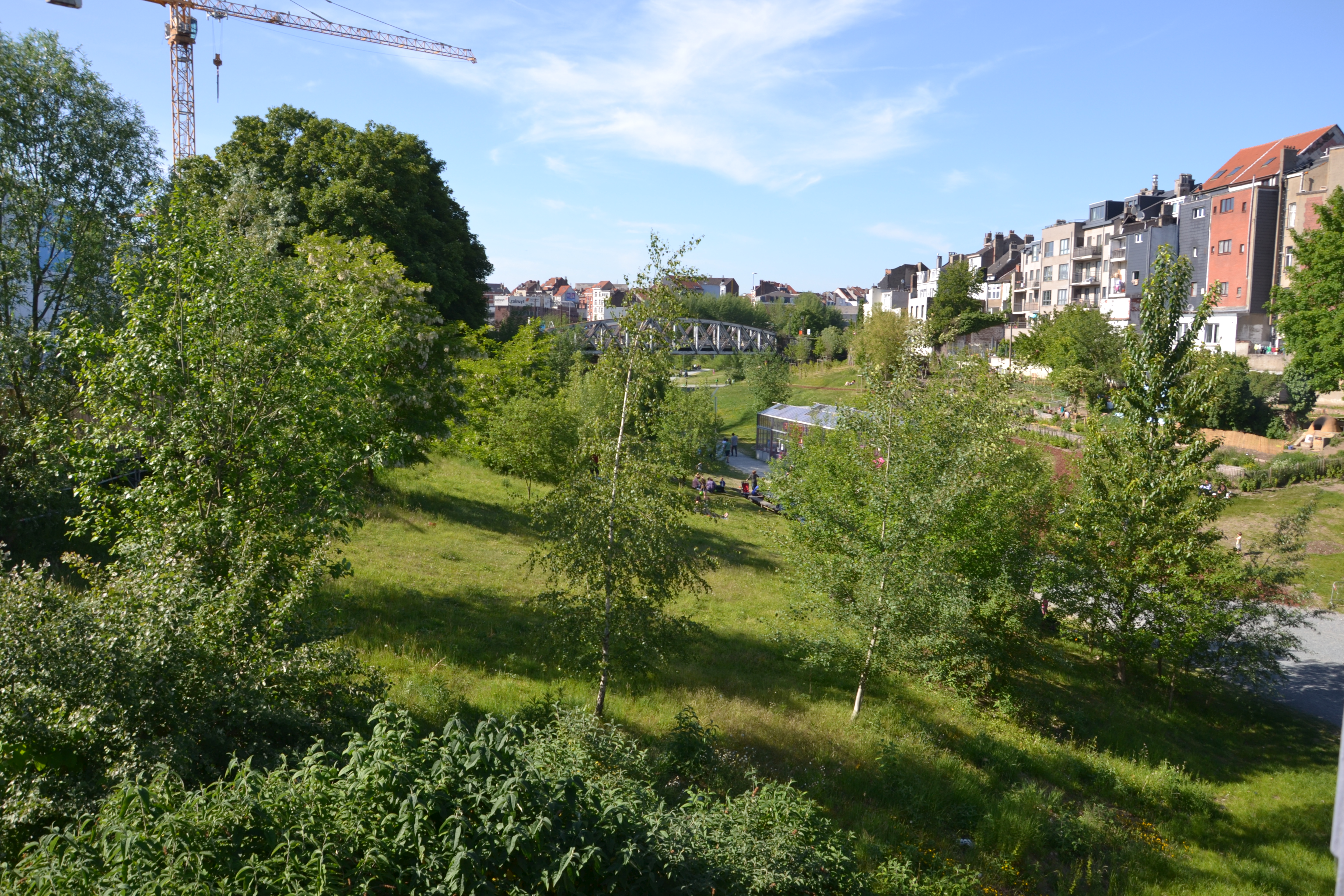
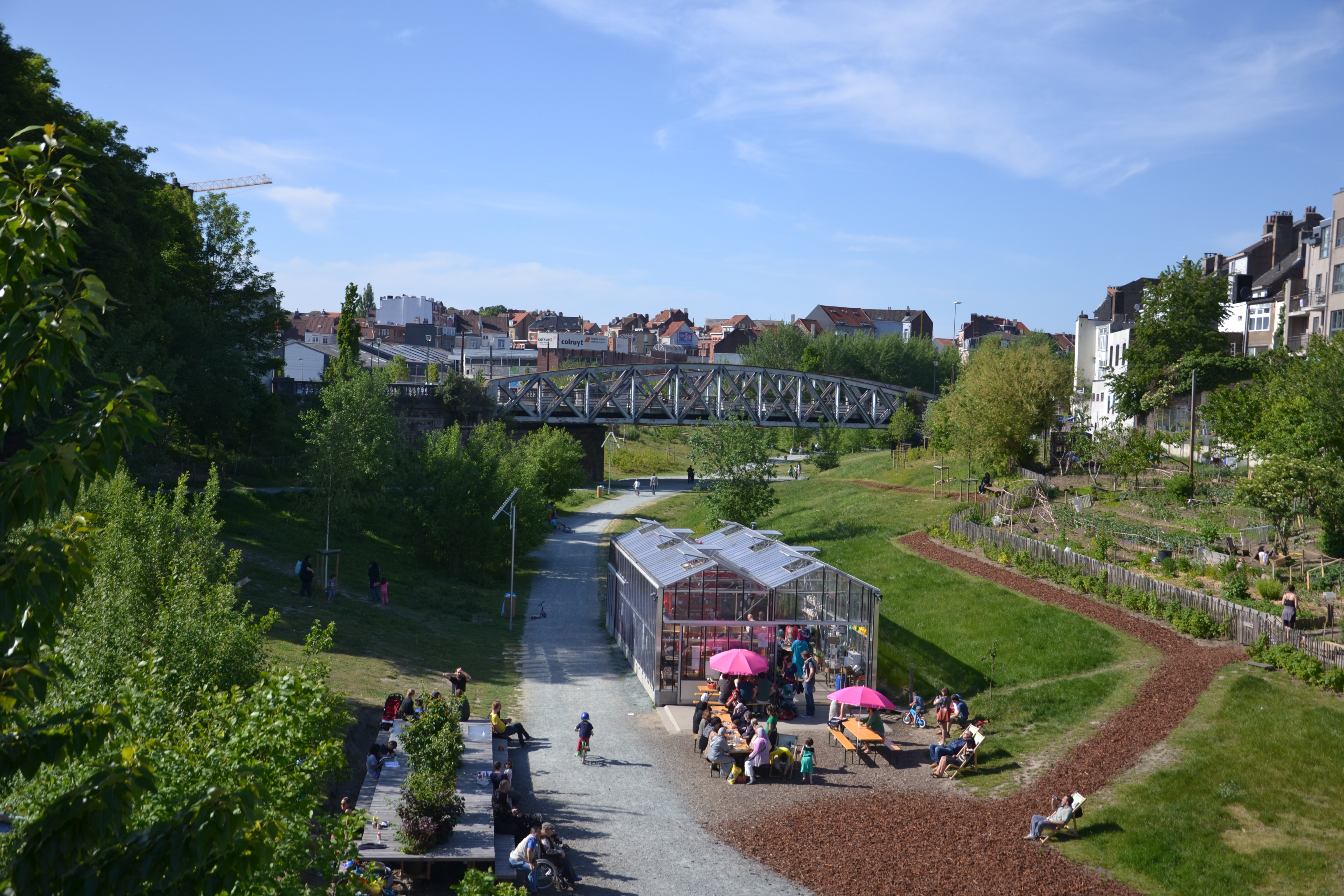
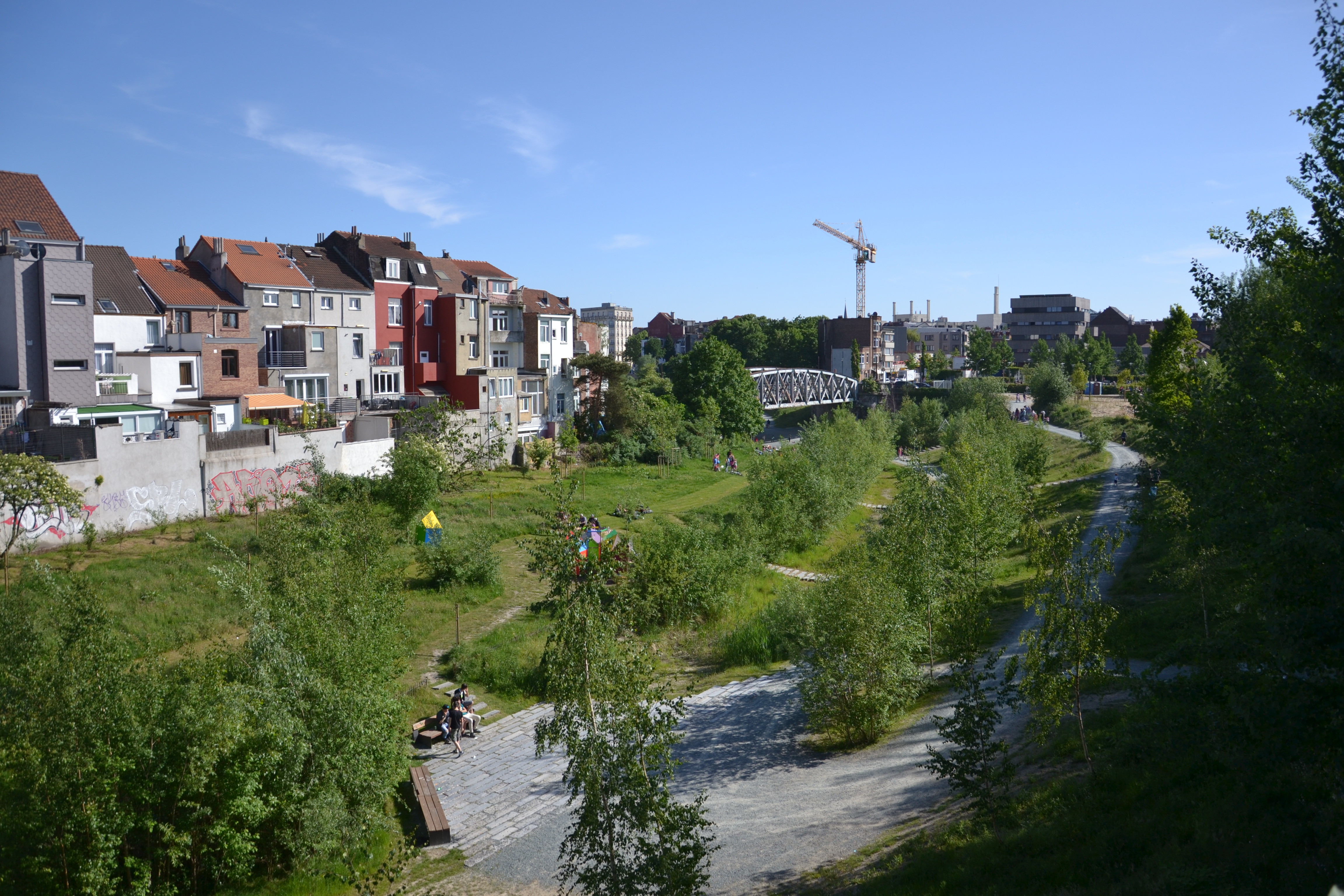